# Nils von Rosenstein
Nils von Rosenstein (1er décembre 1752 - 7 août 1824) est un fonctionnaire suédois et propagateur de la pensée des Lumières.

## Biographie
Il est précepteur du futur roi Gustave IV Adolphe pendant onze ans (1784–1795) et premier secrétaire permanent de l'Académie suédoise. Il est président de la société d'éducation chrétienne Pro Fide et Christianismo. Il est le fils du médecin professeur Nils Rosén von Rosenstein.